# Duarte Silveira
Apelido, ou sobrenome, de antiga família, que habitava terras no município de Capivari, hoje em dia município de Silva Jardim, Estado do Rio de Janeiro, Brasil.

## Casal-tronco da família
Procede de Manoel da Silveira Azevedo e de Thereza Mathildes Duarte Sutera. Entre outros, registram-se os filhos Saturnino Duarte Silveira, que casou-se, na primeira metade do século XIX, com Fabrícia Egydia Ramos, filha do Comendador Joaquim Fernandes Lopes Ramos e de Bárbara Maria da Conceição, o Capitão Antonino da Silveria Azevedo e Antonio Duarte Silveira.

## Registro de descendentes
Dentre seus descendetes destacam-se Saturnino Duarte Silveira, João Duarte Silveira e Antonio Jorge Silveira de Menezes.